# Китайско-сейшельские отношения
Китайско-сейшельские отношения — двусторонние дипломатические отношения между Китаем и Сейшельскими Островами. Государства являются членами Организации Объединённых Наций, Международного валютного фонда (МВФ) и Всемирного банка (ВБ).

## История
Дипломатические отношения были установлены 30 июня 1976 года:{{{1}}}.  Китай начал оказывать Сейшельским Островам помощь в 1977 году, в том числе в строительстве политехнической школы и развитие жилищного проекта в Ле-Мамелле. В 2002 году Китай экспортировал товаров на Сейшельские Острова на сумму 1,48 миллиона долларов США, импортировав с Сейшельских Островов товаров на сумму 100 000 долларов США. Послом Китая на Сейшельских Островах является Ван Вэйго, который работает в посольстве в Сент-Луисе, на острове Маэ.
В 2011 году правительство Сейшельских Островов предложило Китаю возможность создания порта для снабжения судов, борющихся с пиратством у берегов Сомали.
В своих международных отношениях Сейшельские Острова получают выгоду от сотрудничества с Китаем и Индией, используя соперничество этих двух стран в отношении стратегического водного пути, на котором находятся Сейшельские Острова:{{{1}}}.

## Экономика
С 2000 по 2011 год в различных средствах массовой информации было указано, что существует около 16 китайских официальных проектов финансирования развития на Сейшельских Островах. Эти проекты варьируются от выделения льготного кредита в размере 300 миллионов юаней в 2007 году до реструктуризации долга на сумму 321 миллион юаней в 2011 году, а также выделении гранта на экономическую помощь на сумму 8 миллионов долларов США в 2011 году.